# نمونه‌گیری سیستماتیک
در روش پیمایشی نمونه‌گیری یک‌بعدی سیستماتیک (به انگلیسی: Systematic sampling) یک روش آماری است که شامل انتخاب عناصر از یک چارچوب نمونه‌گیری مرتب‌شده است. رایج‌ترین شکل نمونه‌گیری سیستماتیک روش امکان‌ساز است. این امر به‌ویژه در صورتی که واحدهای مورد بررسی افراد، خانواده‌ها یا شرکت‌ها باشند، صدق می‌کند. هنگامی که یک منطقه جغرافیایی برای تجزیه و تحلیل فضایی نمونه‌گیری می‌شود، نمونه‌گیری دوبعدی سیستماتیک در یک چارچوب نمونه‌گیری مساحتی می‌تواند اعمال شود.